# Чернореченский тупоносый бычок
Чернореченский тупоносый бычок (лат. Proterorhinus tataricus) — рыба из семейства бычковых.

## Описание
Наибольшая длина тела около 7 см. Продолжительность жизни, вероятно, около 4 лет. Тело удлиненное, относительно невысокое, сжатое, как и голова, с боков, покрыто средней по размерам циклоидной чешуей. Рот маленький. Длина головы составляет 25-28 % длины тела. Передние ноздри вытянуты в длинные усикоподобные трубочки, которые свисают над верхней губой. Общий фон окраски от желтовато-буроватого или желтовато-серого до коричневатого. На боках имеются неправильной формы, достаточно выраженные тёмные и светлые пятна-полосы. Во время размножения самцы темнеют, становятся тёмными, почти чёрными.

## Ареал
Эндемик Крыма. Описан и встречается только в реке Чёрная на протяжении около 25 км от устья.

## Биология
Биология практически не изучена. Жилая донная рыба, которая встречается на мелководных прибрежных участках реки. Предпочитает места с замедленным течением или без него, песчано-илистым или несколько заиленным грунтом и подводной растительностью. Половой зрелости достигает к концу первого года жизни при длине тела более 2,5 см. Размножение с апреля по июль. Икра откладывается под камни, в створки моллюсков и на другие донные предметы и активно охраняется самцом. Питается мелкими беспозвоночными бентоса (червями, ракообразными, моллюсками и т. д.)